# Bigelow Expandable Activity Module

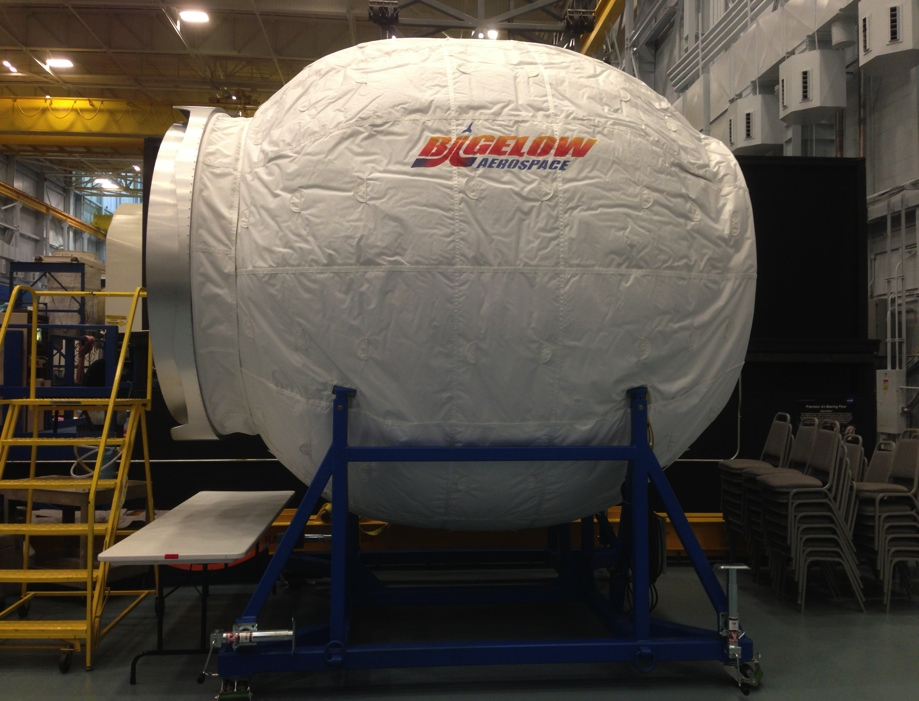
Mockup del BEAM

Il Bigelow Expandable Activity Module (BEAM) è un modulo sperimentale gonfiabile sviluppato da Bigelow Aerospace, sotto contratto con la NASA, come modulo temporaneo sulla Stazione spaziale internazionale (ISS) dal 2016 fino al 2020. 
È arrivato alla Stazione il 10 aprile 2016, è stato agganciato alla stazione il 16 aprile, ed è stato esteso e pressurizzato il 28 maggio 2016.

## Storia

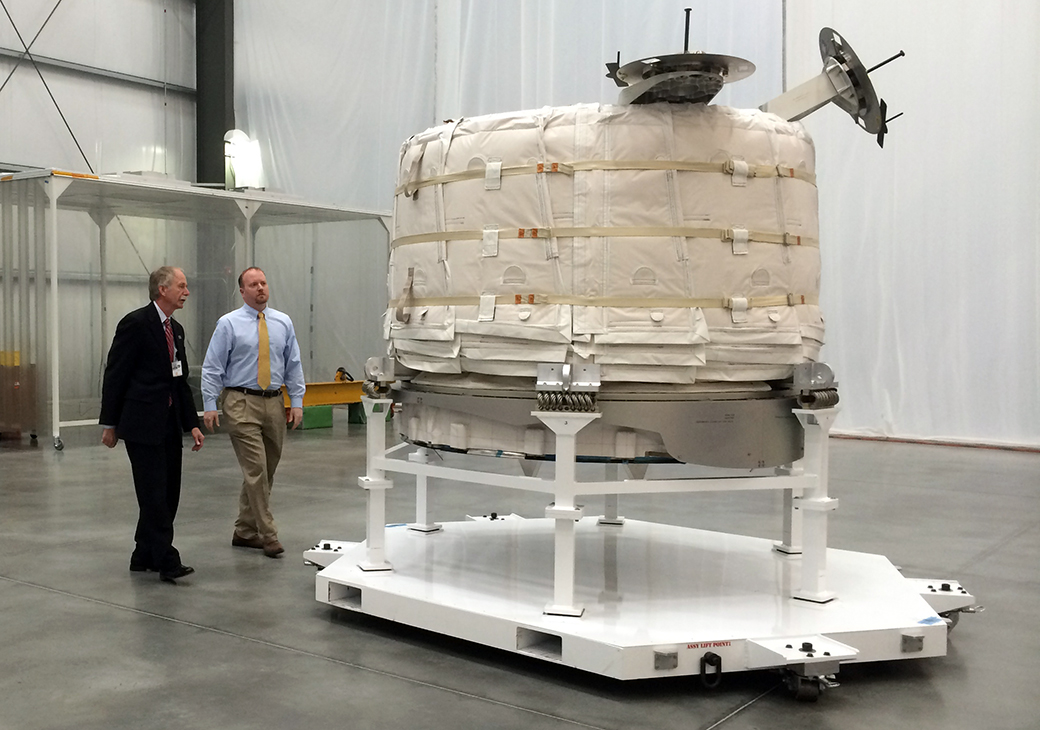
Il modulo BEAM pronto al lancio allo stabilimento di Bigelow Aerospace nel North Las Vegas

La NASA inizialmente considerò l'idea di habitat gonfiabili negli anni sessanta, e sviluppò il concetto di modulo gonfiabile TransHab alla fine degli anni novanta. Il progetto TransHab venne annullato dal Congresso nel 2000, e Bigelow Aerospace acquistò i diritti per i brevetti della NASA per perseguire i progetti delle stazioni spaziali private. Nel 2006 e nel 2007, Bigelow lanciò due moduli dimostrativi in orbita terrestre, Genesis I e Genesis II.
La NASA riavviò l'analisi della tecnologia dei moduli gonfiabili per diverse potenziali missioni a partire dall'inizio del 2010.
Vennero prese in considerazione varie opzioni, tra cui la creazione da parte di Bigelow Aerospace del modulo di stoccaggio a forma toroidale per la ISS proposto nel 2010. Un'applicazione del progetto del BEAM toroidale venne pensata come una centrifuga dimostrativa che precedeva gli ulteriori sviluppi del veicolo esplorativo multi-missione Nautilus-X della NASA.
Nel gennaio 2011 Bigelow previde che il modulo BEAM poteva essere costruito e pronto al volo 24 mesi dopo la firma di un contratto.
Il 20 dicembre 2012, la NASA assegnò a Bigelow Aerospace un contratto di 17,8 milioni di dollari per la costruzione del BEAM nell'ambito dell'Advanced Exploration Systems (AES) Program della NASA. Sierra Nevada Corporation costruì il Common Berthing Mechanism di 2 milioni di dollari con un contratto di 16 mesi nel maggio 2013.
I piani della NASA resi pubblici a metà del 2013 richiedevano la consegna del modulo alla ISS nel 2015. 
Durante un evento stampa il 12 marzo 2015 presso lo stabilimento di Bigelow Aerospace di North Las Vegas, l'unità di volo della ISS completata, compattata e dotata di due Grapple Fixture per il Canadarm2, venne esposta ai media.

## Consegna e status

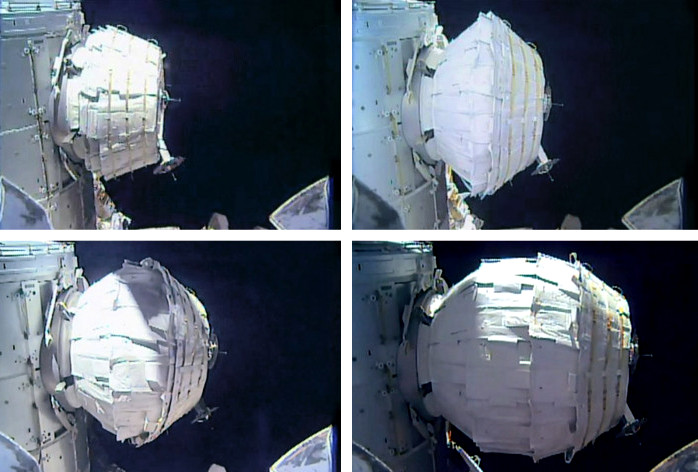
Processo di espansione del BEAM

All'inizio del 2015, era pianificato che BEAM sarebbe stato lanciato a bordo del SpaceX CRS-8 a settembre 2015. A causa di un guasto al vettore durante il lancio del SpaceX CRS-7 nel giugno 2015, la consegna di BEAM venne ritardata. Il lancio della navicella SpaceX CRS-8 riuscì l'8 aprile 2016, e la navicella Dragon venne agganciata al boccaporto nadir del modulo Harmony il 10 aprile.
Il 16 aprile i controllori a terra estrassero il BEAM dal trunk di Dragon utilizzando il Canadarm2 e lo installarono sul boccaporto di posteriore del modulo Tranquility.
Il primo tentativo di espansione del modulo avvenne il 26 maggio 2016 ma venne interrotto due ore dopo, essendo stata rilevata una pressione dell'aria superiore al previsto all'interno del BEAM correlata ad un'espansione minima del modulo.
Si ritenne che l'espansione fallita fosse il risultato dell'imprevisto ritardo di 10 mesi dell'espansione del modulo, che poteva aver causato l'attaccamento degli strati di tessuto. Il modulo venne espanso con successo il 28 maggio nel corso di sette ore, con 25 volte l'introduzione dell'aria per un totale di 2 minuti e 27 secondi. La lunghezza del modulo raggiunse i 170 cm, 2,5 cm in meno di quelli attesi.
Una volta completata l'espansione, i serbatoi d'aria a bordo del BEAM vennero aperti per eguagliare la pressione dell'aria nel modulo con quella dell'ISS. Il modulo è stato monitorato per due anni e nel 2017 la NASA ha prolungato la missione sino al 2020.
Il 6 giugno 2016, l'astronauta Jeffrey Williams e il cosmonauta Oleg Skripočka aprirono il portello del BEAM ed entrarono per raccogliere un campione d'aria, scaricare i dati di espansione dai sensori e installare apparecchiature di monitoraggio. 
Il portello al BEAM venne richiuso l'8 giugno, dopo tre giorni di test.
Un secondo round di test venne svolto il 29 settembre dello stesso anno quando Kathleen Rubins entrò nel modulo per installare le apparecchiature di monitoraggio temporaneo.
Nel maggio 2017 la NASA notò che dopo aver trascorso un anno nello spazio, la strumentazione di BEAM aveva registrato "alcuni probabili impatti con detriti spaziali", ma che gli strati protettivi del modulo avevano resistito a qualsiasi penetrazione. 
I primi risultati all'interno del modulo dimostrarono che i livelli di radiazione cosmica all'interno erano paragonabili a quelli del resto della Stazione spaziale. Ulteriori test cercheranno di capire se la struttura gonfiabile è più resistente alle radiazioni rispetto ai moduli metallici tradizionali.
Nell'ottobre 2017, venne annunciato che il modulo sarebbe rimasto attaccato alla ISS fino al 2020, con altre due possibili estensioni aggiuntive di un anno. Il modulo venne utilizzato per immagazzinare fino a 130 sacchi di trasferimento merci nel tentativo di liberare spazio aggiuntivo a bordo della Stazione. L'equipaggio dell'Expedition 53 iniziò a lavorare a novembre per preparare BEAM come modulo di stoccaggio.
Al termine della missione, BEAM verrà sganciato dalla ISS e fatto bruciare durante il rientro in atmosfera.

## Obiettivi
Il BEAM è un programma sperimentale che ha lo scopo di testare e convalidare la tecnologia dell'habitat gonfiabile. Se BEAM funzionerà bene, potrebbe portare allo sviluppo di strutture gonfiabili per i futuri equipaggi che viaggeranno nello spazio profondo. Durante la permanenza in orbita il modulo dimostrerà:
- la possibilità di lanciare e espandere un modulo gonfiabile commerciale, come migliorare le tecniche di piegatura e confezionamento del modulo e un sistema di ventilazione per il modulo gonfiabile durante l'ascesa verso la ISS;
- capacità di protezione dalle radiazioni delle strutture gonfiabili;
- prestazioni di progettazione di una struttura gonfiabile commerciale dal punto di vista termico, strutturale, durabilità meccanica, perdite nel lungo periodo;
- possibilità di un'espansione sicura e il funzionamento di una struttura gonfiabile in una missione spaziale.

## Caratteristiche

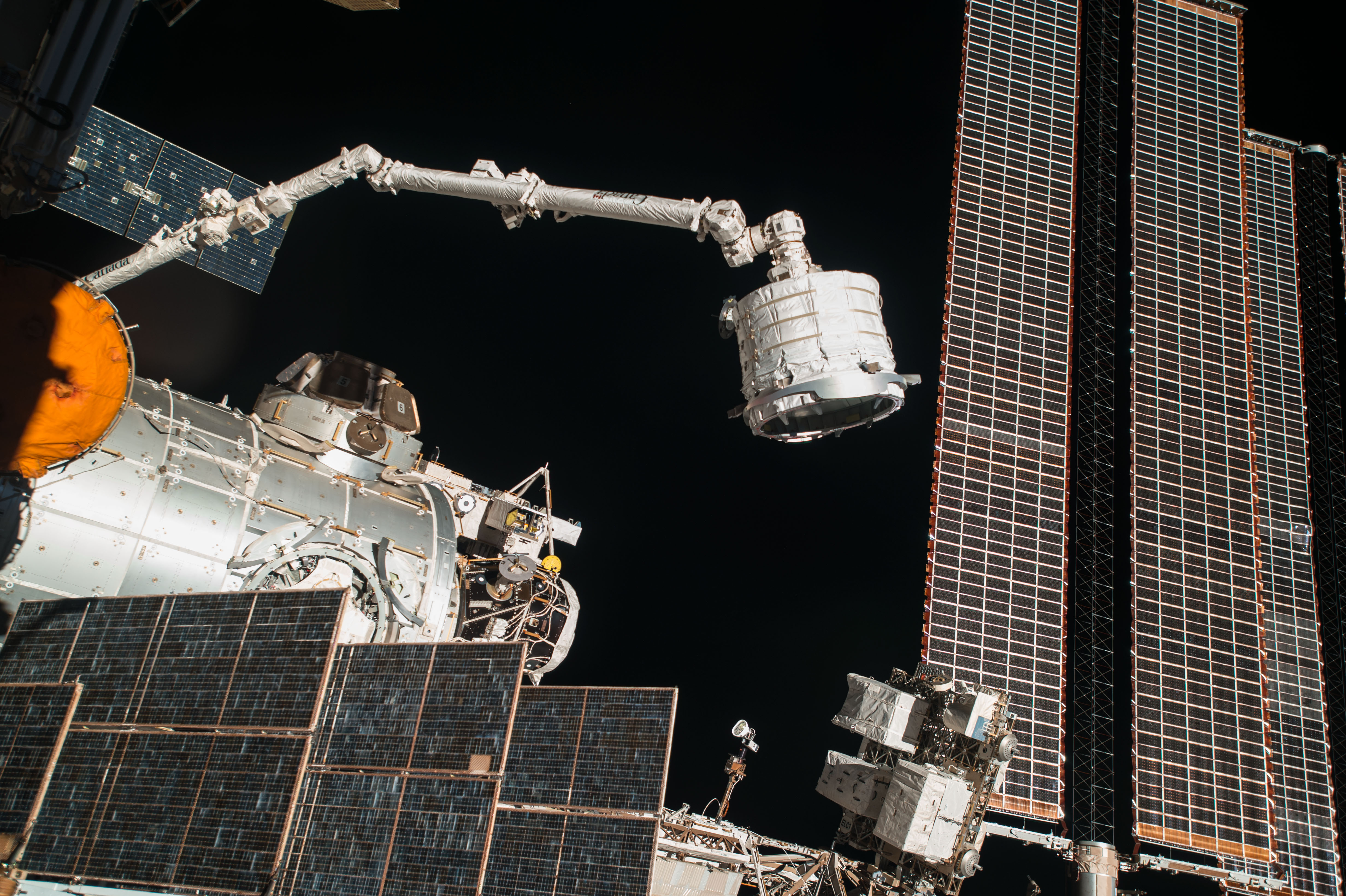
BEAM viene spostato nel boccaporto posteriore del modulo Tranquility nell'aprile 2016

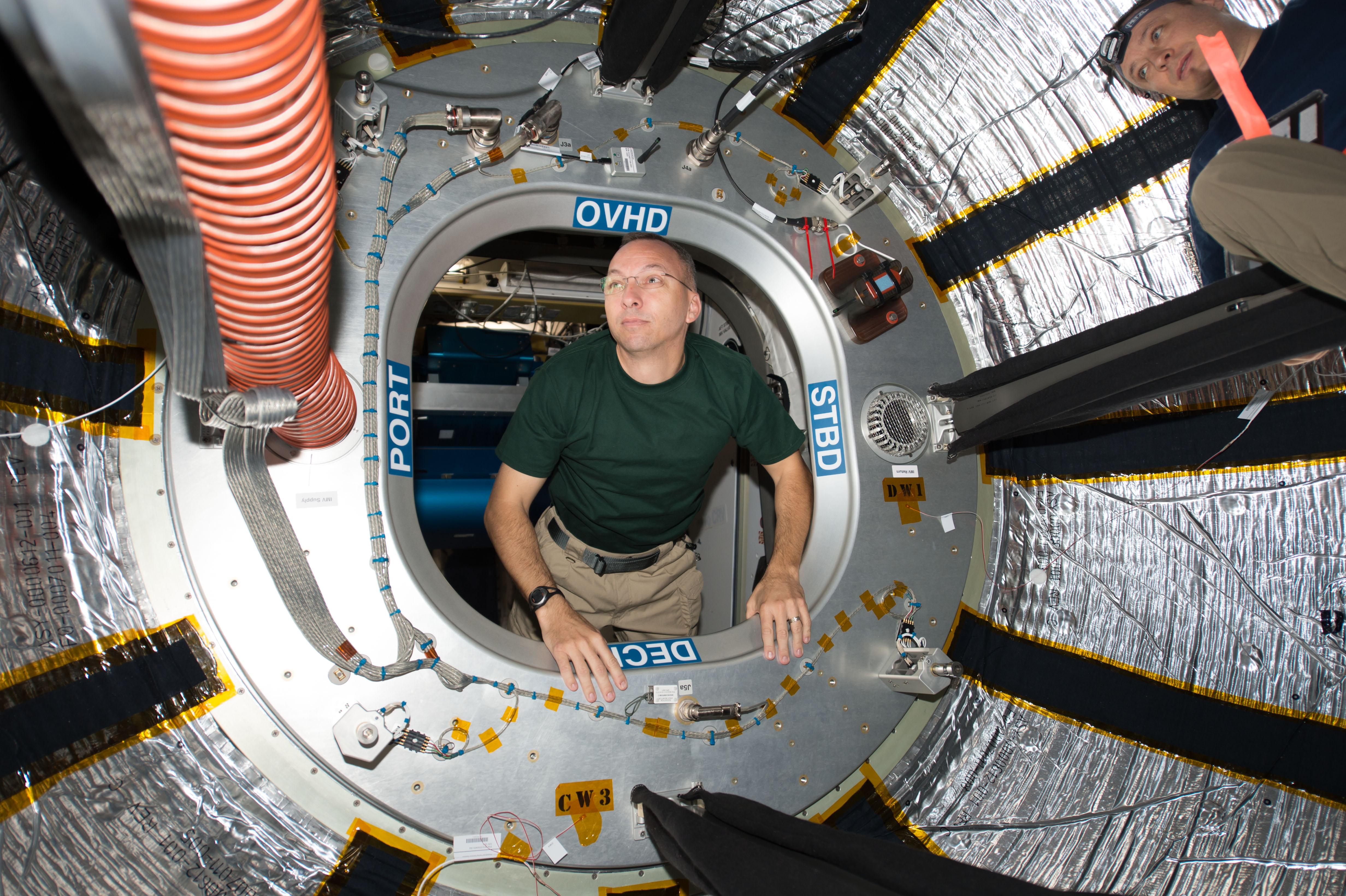
Bresnik e Fischer dentro il BEAM

Il BEAM è composto da due paratie metalliche, una struttura in alluminio e multipli strati di tessuto morbido con spazio tra gli strati proteggere un sistema interno di contenimento;
Non è dotato né di finestre né di alimentazione interna. Il modulo è stato esteso circa un mese dopo essere stato collegato al boccaporto della Stazione Spaziale. Le dimensioni compresse erano 2,16 m di lunghezza e 2,36 m di diametro, mentre dopo la pressurizzazione erano 4,01 m di lunghezza e 3,23 m di diametro.
Il modulo ha una massa di 1413 kg e la sua pressione interna è 101,4 kPa (14,7 psi; 1 atm), la stessa presente all'interno della ISS.
Le dimensioni interne di BEAM forniscono 16 m³ di volume dentro il quale i membri degli equipaggi entreranno tre o quattro volte all'anno per raccogliere i dati dei sensori, prelevare campioni microbici della superficie, effettuare un cambio periodico dei sensori delle radiazioni e ispezionare le condizioni generali del modulo.

### Protezione dalle radiazioni
I materiali flessibili di costruzione simili a Kevlar usati per il modulo sono stati creati dalla società Bigelow Aerospace.
Gli strati multipli di tessuto flessibile e a celle chiuse di schiuma polimerica in vinile presenti nel guscio strutturale del BEAM dovrebbero fornire protezione dall'impatto dei detriti (vedi Scudo di Whipple) e dalle radiazioni, ma i calcoli del modello devono essere convalidati con le misurazioni effettive.
In uno studio della NASA del 2002, era stato suggerito che i materiali che presentano un alto contenuto di idrogeno, come il polietilene, possono ridurre le radiazioni primarie e secondarie in misura maggiore rispetto ai metalli, come l'alluminio.
Il polimero di vinile può essere utilizzato anche nei laboratori e in altre applicazioni per gli indumenti da scudo delle radiazioni.

## Airlock BCSS
Nel 2013, Bigelow menzionò un progetto per costruire un secondo modulo BEAM da utilizzare come airlock sulla futura Bigelow Commercial Space Station. 
La natura gonfiabile del modulo avrebbe fornito spazio a un massimo di tre membri dell'equipaggio per uscire contemporaneamente nello spazio, rispetto a un massimo di due che possono operare al di fuori della ISS.

## Galleria d'immagini

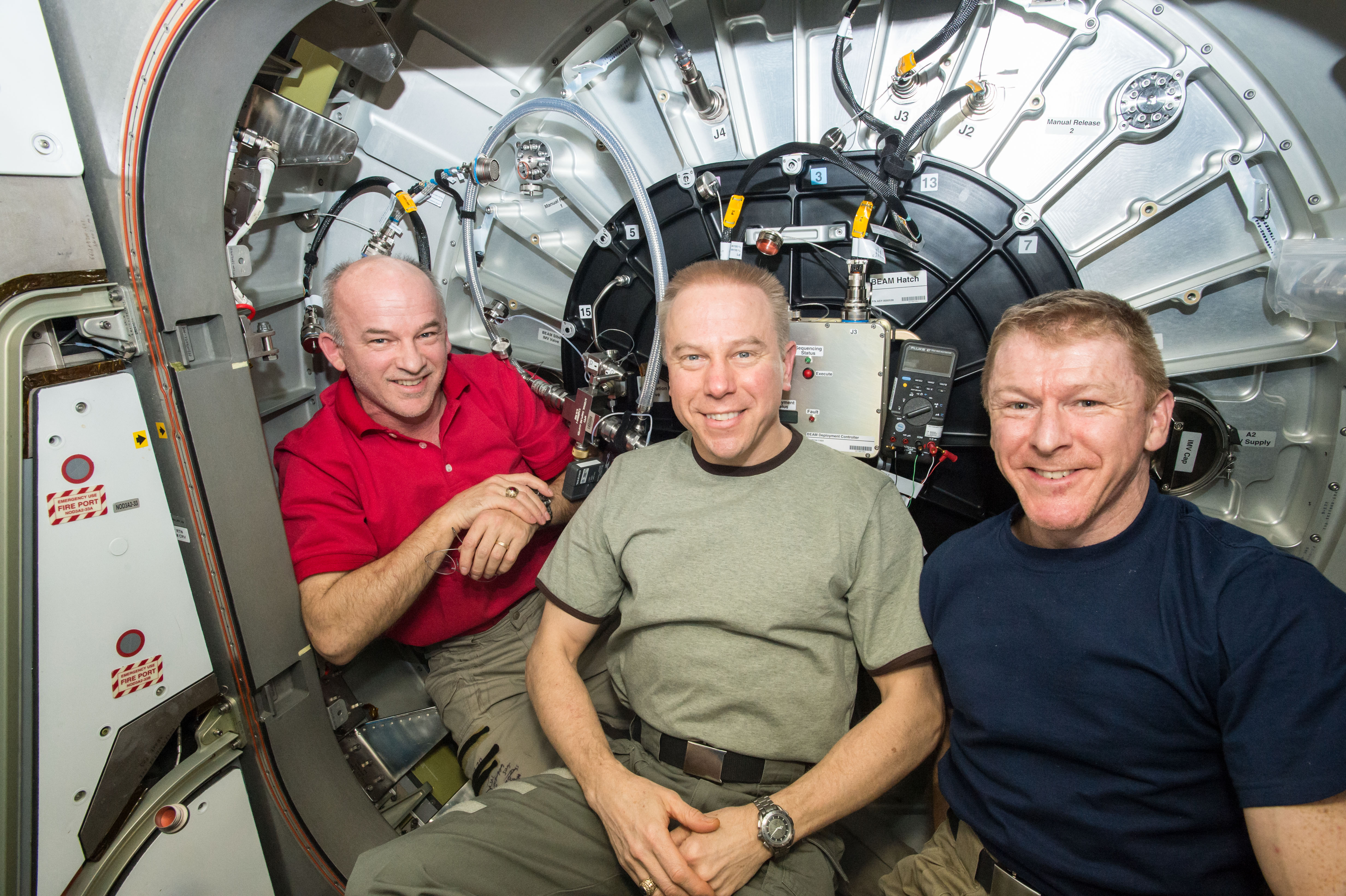
Williams, Kopra, Peake prima dell'apertura del portellone di BEAM
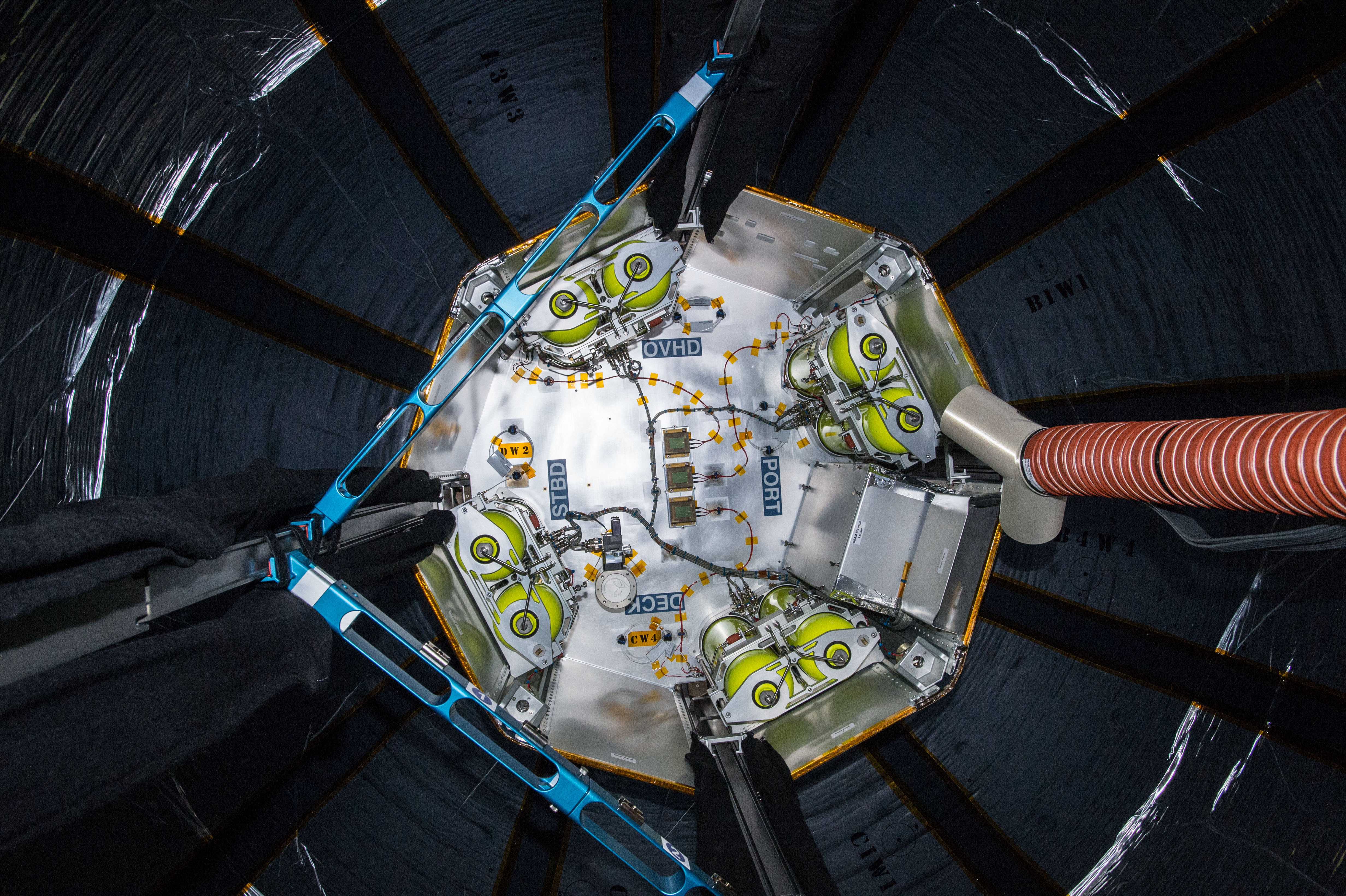
L'interno di BEAM
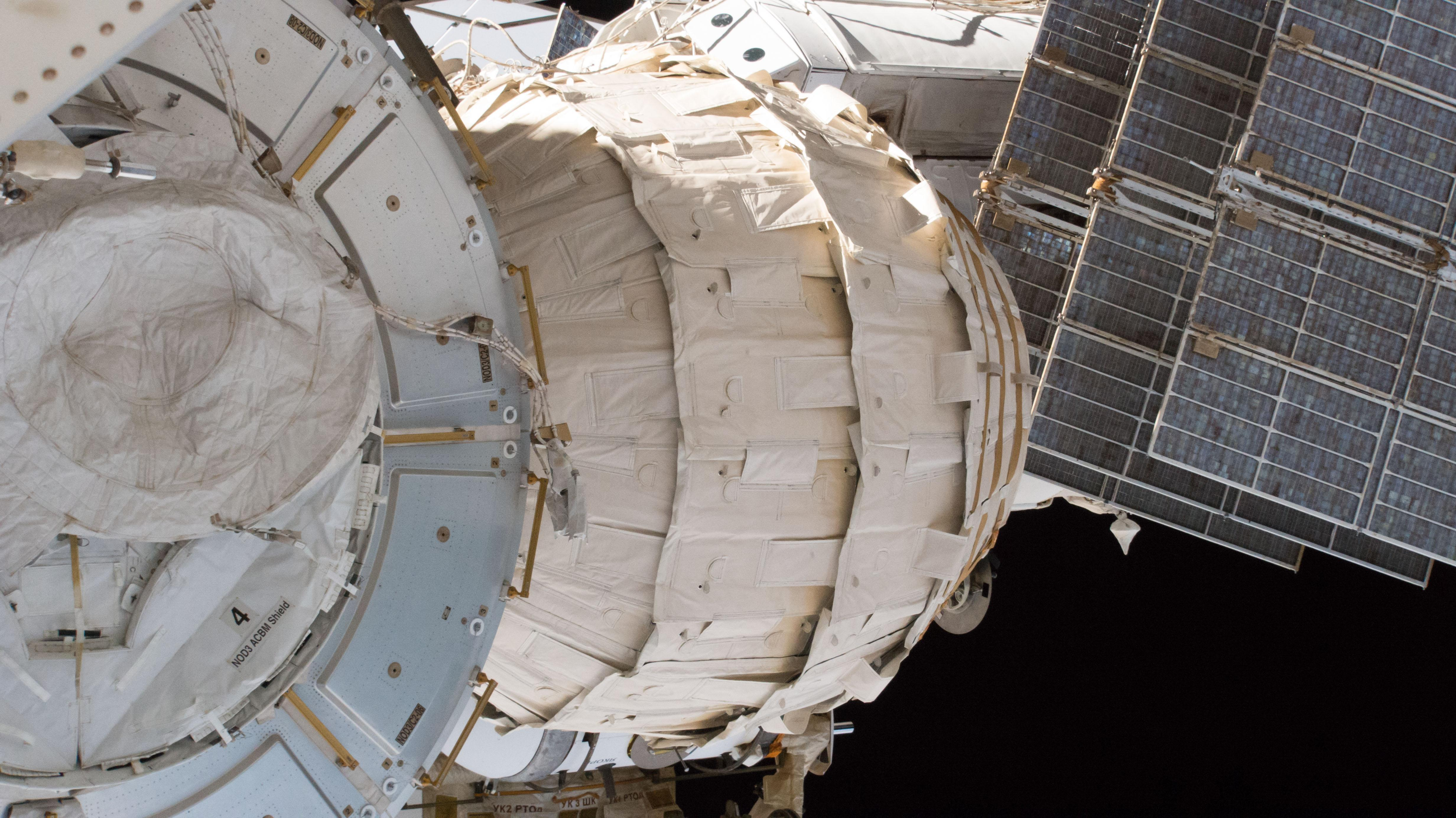
L'esterno di BEAM
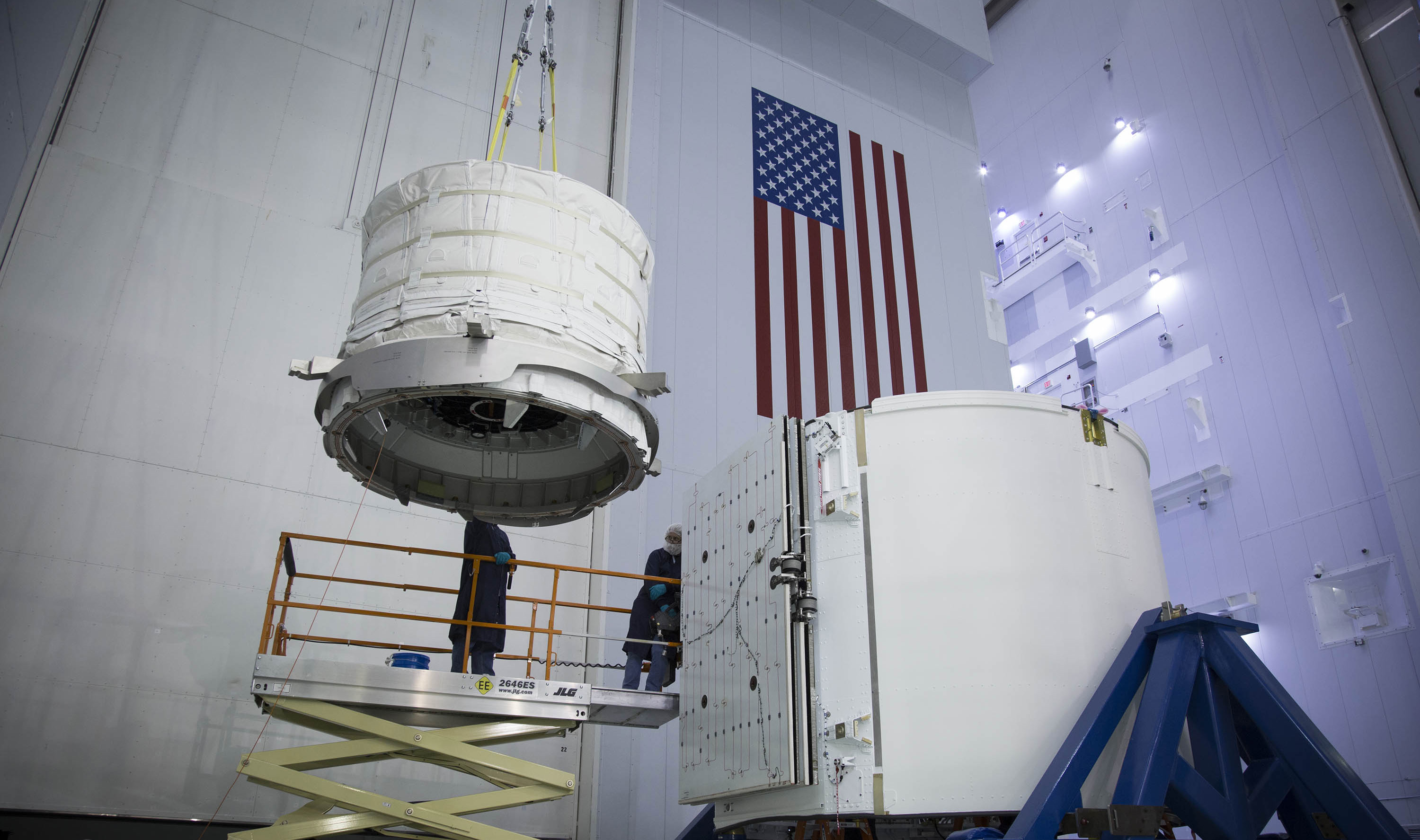
BEAM viene caricato nel Trunk di Dragon nel febbraio 2016
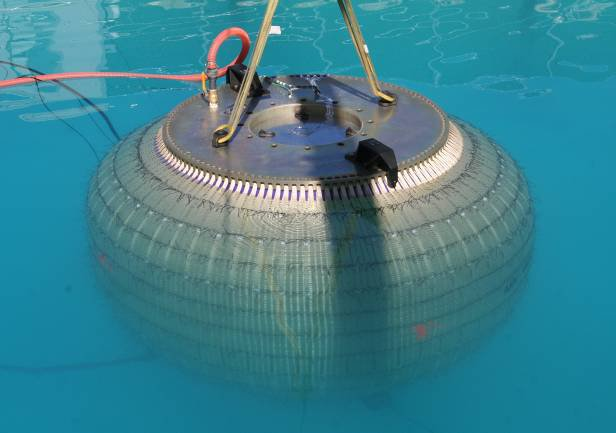
Un BEAM in fase di sviluppo viene sottoposto ai test a Terra